# Stanisław Radziejowski (wojewoda łęczycki)

Herb Junosza

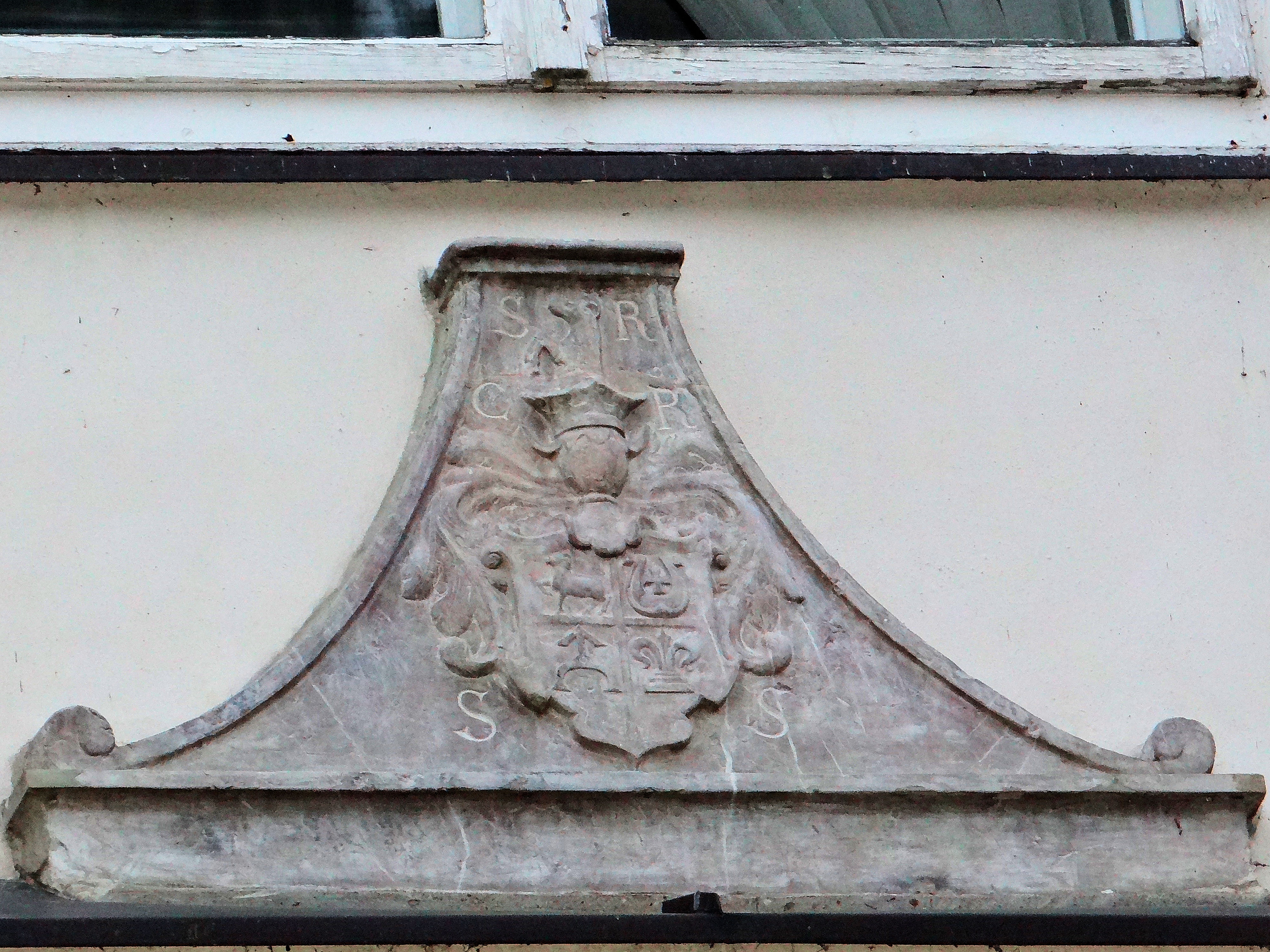
„SR” „CR” oznacza przypuszczalnie: „Stanisław Radziejowski” „Kasztelan Rawski” „Starosta Sochaczewski” – detal z około 1611–1618 roku z Zameczku w Radziejowicach

Stanisław Radziejowski herbu Junosza (ur. 1575, zm. w grudniu 1637) – wojewoda łęczycki w latach 1628–1637, wojewoda rawski w latach 1618–1628, kasztelan rawski w latach 1611–1618, starosta sochaczewski w 1599 roku, starosta łomżyński w latach 1636–1637, dworzanin królewski, podstoli i dworzanin królowej Anny Jagiellonki.
Syn Michała, wnuk Mikołaja (zm. 1567), kasztelana gostyńskiego, prawnuk Andrzeja (zm. 1517), kasztelana sochaczewskiego i wojewody płockiego. Poślubił kolejno córkę Marka Sobieskiego, kasztelana i wojewody lubelskiego Katarzynę, następnie córkę Jana Piotra Sapiehy, pułkownika królewskiego Krystynę.
Studiował w Würzburgu w 1590 roku.
W roku 1598 został wysłany jako delegat pokojowy do Moskwy. W roku 1606 był deputatem do korekty praw, następnie w latach 1617–1618 do Trybunału w Radomiu. Od 1608 roku starosta sochaczewski. Poseł na sejm 1611 roku z ziemi sochaczewskiej. W latach 1613–1618 kasztelan rawski. W latach 1618–1628 wojewoda rawski. Deputat z Senatu na Trybunał Skarbowy Koronny w 1627 roku. W latach 1628–1633 wojewoda łęczycki. Był członkiem konfederacji generalnej zawiązanej 16 lipca 1632 roku. Podpisał pacta conventa Władysława IV Wazy w 1632 roku. W roku 1633 otrzymał dobra majątkowe: Opinogórę.
Synowie Stanisława: Hieronim, podkanclerzy koronny, Mikołaj Kazimierz, kasztelan łęczycki i Jan Szczęsny, kasztelan wieluński. Córki: Eleonora Eulalia Niszczycka, po mężu kasztelonowa sierpecka; Katarzyna Brochowska, podkomorzyna zakroczymska.